# 科尔伯奈
科尔伯奈（法語：Corbenay，法語發音：[kɔʁbənɛ]）是法国上索恩省的一个市镇，属于吕尔区。

## 地理
科尔伯奈（47°53'27"N, 6°19'31"E）面积15.73 平方千米，位于法国勃艮第-弗朗什-孔泰大區上索恩省，该省份为法国东部内陆省份，北起顺时针与孚日省、贝尔福地区省、杜省、汝拉省、科多尔省和上马恩省接壤。
与科尔伯奈接壤的市镇（或旧市镇、城区）包括：阿耶维莱尔-利约蒙、方丹莱吕克瑟伊、马尼翁库尔、瑟穆斯河畔圣卢、拉韦夫尔、富日罗勒-圣瓦尔贝。

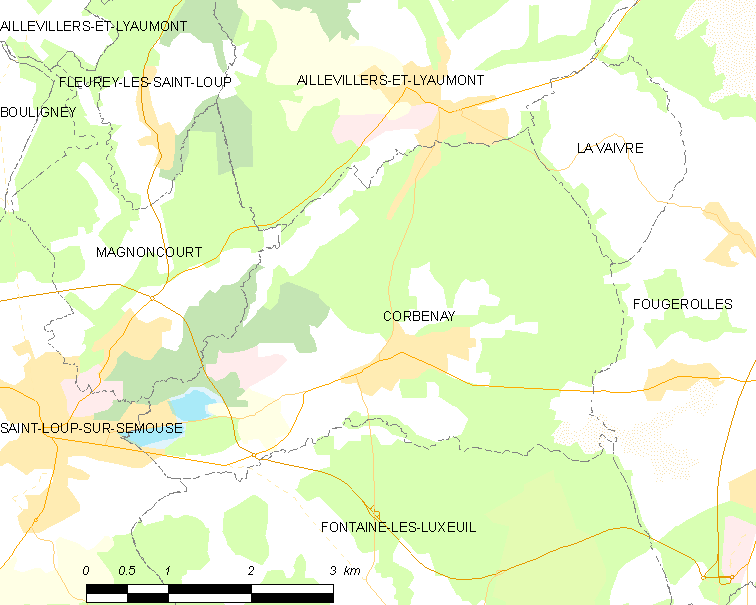
科尔伯奈的OSM定位图

科尔伯奈的时区为UTC+01:00、UTC+02:00（夏令时）。

## 行政
科尔伯奈的邮政编码为70320，INSEE市镇编码为70171。

## 政治
科尔伯奈所属的省级选区为瑟穆斯河畔圣卢县。

## 人口

1962-2008年间科尔伯奈人口变化图示

科尔伯奈于2022年1月1日时的人口数量为1249人。